# Замок Каррикфергус
Замок Каррикфергус (англ. Carrickfergus Castle) — один из замков Ирландии, расположен в графстве Антрим, Северная Ирландия, в городе Каррикфергус на север от Белфаста. Построен в 1180-е годы и является самым древним сохранившимся каменным замком в Ирландии. Принадлежит к наиболее хорошо сохранившимся сооружений средневековья Ирландии. Является памятником истории и архитектуры. Замок охраняется государством.

## История

### Возникновение замка
Замок Каррикфергус был построен Джоном де Курси в 1177 году после того, как он завоевал восточную часть Ольстера. По сути, Джон де Курси правил этими землями из замка Каррикфергус как независимый король до 1204 года, когда он был свергнут другим авантюристом — рыцарем-норманном Хью де Лейси. Сначала феодалы де Курсе построили небольшой замок Бейли в конце мыса с высокими многоугольными стенами и воротами. Здание состояло из нескольких сооружений, в том числе большого зала. Замок имел прекрасные стратегические позиции, был окружен морем и скалами и для своего времени был неприступным. Замок контролировал залив Каррикфергус Бей, который позже получил имя Белфаст.

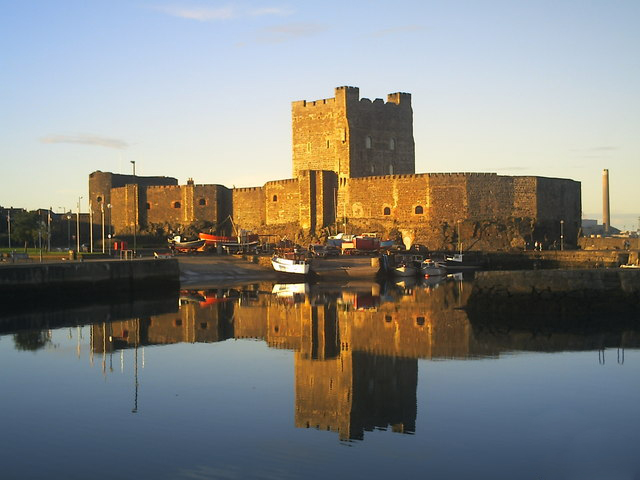
Вид на замок Каррикфергус с гавани.

### Под контролем Англии
Замок Каррикфергус упоминается в английских исторических источниках в 1210 году, когда король Джон Безземельный осадил замок и взял под свой контроль, что являлось важной стратегической победой. После захвата замка были назначены констебли, командовавшие замком и землями вокруг него. В 1217 году новым констеблем замка стал Де Серлейн. Ему выделили 100 фунтов стерлингов для развития замка, постройки стены, которая бы защитила замок у скалы, а также стены с востока для защиты замка во время отлива. Стены были разрушены в XVIII веке, за исключением части стены вдоль моря.
Комната на первом этаже восточной башни являлась часовней замка, она имела двойные окна в романском стиле. Хотя обычно часовни располагаются во внутреннем отделении. Был построен ребристый свод над входом в замок, бойницы, комнаты для гарнизона. Хью де Лейси умер в 1248 году и не дожил до завершения строительства замка в 1250 году. Замок продолжали развивать по указаниям короля Англии Генриха III.
После ликвидации титула графа Ольстера в 1333 году замок оставался основным опорным замком английской короны на севере Ирландии. Во время Девятилетней войны (1595—1603), когда английское влияние на севере Ирландии пошатнулось, и всю северную Ирландию охватило восстание за независимость, в замке находился сильный военный гарнизон. В 1597 году состоялась битва за замок Каррикфергус.

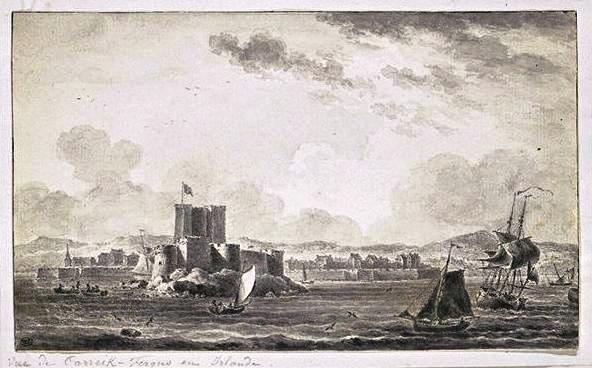
Замок Каррикфергус, рисунок XVIII века.

### XVII—XVIII века
В XVI—XVII веках замок был усилен артиллерией, сделаны бойницы для пушек. Но это не спасло замок от штурмов и захватов во время бурного XVII века. Маршал Шомберг осадил и взял замок после недельной осады в 1689 году. Замок Каррикфергус стал местом, где новый король Англии Вильгельм III сделал свои первые шаги по земле Ирландии, высадившись здесь 14 июня 1690 года.
В 1760 году после ожесточенных боев французский десант под командованием Франсуа Турота захватил замок. Французы, разграбив замок, покинули его и вскоре были уничтожены Королевским военно-морским флотом Англии.

### Конец XVIII—XX века
В 1778 году в замке Каррикфергус состоялось небольшое, но значимое событие во время американской войны за независимость, когда Джон Пол Джонс подошел на судне слишком близко к замку. Его окружил королевский флот, началась битва, которая длилась час. Джону Пол Джонсу удалось нанести очень серьезный ущерб королевскому флоту Англии. В 1797 году замок неоднократно использовался для содержания военнопленных, ставший тюрьмой, был оплотом британской армии во время наполеоновских войн. В замке осталось шесть пушек на восточной батареи из двадцати двух, остальные были использованы на войне в 1811 году.
Во время Первой мировой войны замок использовался как склад боеприпасов, во время Второй мировой войны как бомбоубежище.
Военный гарнизон занимал замок в течение 750 лет — до 1928 года, когда замок был передан новому правительству Северной Ирландии и стал охраняться как памятник истории. Многие из пристроек, которые были построены в пост-норманнскую и викторианскую эпохи были снесены, и замок был отреставрирован в таком виде, в котором он был в средневековье. Замок Каррикфергус остается открытым для общественности. Банкетный зал был полностью восстановлен, имеет много экспонатов, иллюстрирующих жизнь в средневековые времена.